# Історія версій Windows 10
Windows 10 - це операційна система, розроблена корпорацією Майкрософт. Microsoft описала Windows 10 як " операційну систему як послугу ", яка отримуватиме постійні оновлення своїх функцій та функціональних можливостей, доповнена можливістю для корпоративних середовищ отримувати некритичні оновлення повільніше або використовувати довгострокові етапи підтримки, які допоможуть отримувати лише критичні оновлення, такі як виправлення безпеки, протягом п’ятирічного періоду загальної підтримки.

## Канали
Збірки Windows 10 Insider Preview постачаються інсайдерам за трьома різними каналами.  Інсайдери в Dev Channel (раніше Fast Ring ) отримують оновлення до тих, що в бета-каналі (раніше Slow Ring ), але можуть виникати помилки та інші проблеми.   Інсайдери в каналі попереднього перегляду випусків (раніше випуску попереднього виклику ) не отримують оновлень, поки версія не стане загальнодоступною і стабільнішою. 

## Історія версій ПК
Основні збірки Windows 10 позначені як "YYMM", причому YY представляє двозначний рік, а MM - місяць запланованого випуску (наприклад, версія 1507 стосується збірок, які спочатку вийшли в липні 2015 року). Починаючи з версії 20H2, номенклатура випусків Windows 10 змінилася з року та місяця на рік та півріччя (YYH1, YYH2). 
| Легенда: | Old version | Older version, still maintained | Latest version | Preview version |

Оновлення Windows 10 жовтня 2020 р.  (з кодовою назвою "20H2"  ) є десятим і поточним основним оновленням для Windows 10. Оновлення є сукупним оновленням всіх оновлень від травня 2020 р. і містить номер збірки 10.0.19042. Перший попередній перегляд був опублікований для інсайдерів, які взяли участь у тестуванні бета-каналу 16 червня 2020 р.  Оновлення було випущено 20 жовтня 2020 р.   До помітних змін в оновленні від жовтня 2020 р. Належать: 
- Нові мозаїчні плитки в меню «Пуск»
- Удосконалення Microsoft Edge
  - Новий Microsoft Edge на основі Chromium включений за замовчуванням
  - Перемикайтеся між кількома вкладками та програмами Windows, натискаючи Alt+Tab ↹
  - Швидкий доступ до активних вкладок для закріплених сайтів на панелі завдань
  - Інструмент порівняння цін [11]
- Новий персоналізований і нестандартний досвід роботи на панелі завдань
- Покращення досвіду сповіщень, а також досвіду роботи планшетів для пристроїв 2-в-1
- Перенесено інтерфейс системної інформації панелі керування на сторінку Налаштування про програму Налаштування
- Покращення сучасного управління пристроями (MDM)

| Попередній перегляд збірок Windows 10 версії 20H2 | Попередній перегляд збірок Windows 10 версії 20H2 | Попередній перегляд збірок Windows 10 версії 20H2                                               | Попередній перегляд збірок Windows 10 версії 20H2 |
| Версія                                            | База знань                                        | Звільнення дата (и)                                                                             | Основні моменти |
| ------------------------------------------------- | ------------------------------------------------- | ----------------------------------------------------------------------------------------------- | --- |
| 10.0.19042.330                                    |                                                   | Бета-канал: </br> 16 червня 2020 р                                                              | |
| 10.0.19042.388 </br>                              | KB4565503                                         | Бета-канал: </br> 14 липня 2020 р                                                               | |
| 10.0.19042.421 </br>                              | KB4568831                                         | Бета-канал: </br> 24 липня 2020 р                                                               | - Нові мозаїчні плитки в меню «Пуск» - Удосконалення Microsoft Edge - Перемикайтеся між кількома вкладками та програмами Windows, натискаючи Alt+Tab ↹ - Швидкий доступ до активних вкладок для закріплених сайтів на панелі завдань - Новий персоналізований і нестандартний досвід роботи на панелі завдань - Покращення досвіду сповіщень, а також досвіду роботи планшетів для пристроїв 2-в-1 - Перенесена інформація на системній сторінці Панелі керування на сторінку Налаштування Про програму Налаштування - Покращення сучасного управління пристроями (MDM) |
| 10.0.19042.423 </br>                              | KB4568831                                         | Бета-канал: </br> 31 липня 2020 р                                                               | |
| 10.0.19042.450 </br>                              | KB4566782                                         | Бета-канал: </br> 11 серпня 2020 р                                                              | |
| 10.0.19042.487 </br>                              | KB4571744                                         | Бета-канал та канал попереднього перегляду: </br> 26 серпня 2020 р                              | |
| 10.0.19042.488                                    | KB4571744                                         | Бета-канал: </br> 3 вересня 2020 р                                                              | |
| 10.0.19042.508                                    | KB4571756                                         | Бета-канал: </br> 8 вересня 2020 р Канал попереднього перегляду випуску:</br> 18 вересня 2020 р | |
| 10.0.19042.541 </br>                              | KB4577063                                         | Бета-канал та канал попереднього перегляду: </br> 22 вересня 2020 р                             | |
| 10.0.19042.546 </br>                              | KB4577063                                         | Бета-канал та канал попереднього перегляду: </br> 30 вересня 2020 р                             | |
| Версія                                            | База знань                                        | Звільнення дата (и)                                                                             | Основні моменти |

| Загальнодоступні виправлення для Windows 10 версії 20H2 | Загальнодоступні виправлення для Windows 10 версії 20H2 | Загальнодоступні виправлення для Windows 10 версії 20H2                                                         | Загальнодоступні виправлення для Windows 10 версії 20H2                                        |
| Версія                                                  | База знань                                              | Звільнення дата (и)                                                                                             | Основні моменти                                                                                |
| ------------------------------------------------------- | ------------------------------------------------------- | --- | ---------------------------------------------------------------------------------------------- |
| 10.0.19042.572 </br> Версія 20H2 </br>                  | KB4579311                                               | Бета-канал та канал попереднього перегляду: </br> 13 жовтня 2020 р Публічний реліз:</br> 20 жовтня 2020 р       |                                                                                                |
| 10.0.19042.608 </br>                                    | KB4580364                                               | Бета-канал та канал попереднього перегляду: </br> 22 жовтня 2020 р                                              | - Нова функція Meet Now у Skype                                                                |
| 10.0.19042.610 </br>                                    | KB4580364                                               | Бета-канал, канал попереднього перегляду випуску та публічний випуск: </br> 29 жовтня 2020 р                    |                                                                                                |
| 10.0.19042.630 </br>                                    | KB4586781                                               | Бета-канал, канал попереднього перегляду випуску та публічний випуск: </br> 10 листопада 2020 р                 |                                                                                                |
| 10.0.19042.631 </br>                                    | KB4594440                                               | Бета-канал, канал попереднього перегляду випуску та публічний випуск: </br> 19 листопада 2020 р                 |                                                                                                |
| 10.0.19042.662 </br>                                    | KB4586853                                               | Бета-канал та канал попереднього перегляду: </br> 23 листопада 2020 р Публічний реліз:</br> 30 листопада 2020 р | - Нова функція тіньових стеків (частина Апаратного захисту стека) на підтримуваному обладнанні |
| 10.0.19042.685 </br>                                    | KB4592438                                               | Бета-канал, канал попереднього перегляду випуску та публічний випуск: </br> 8 грудня 2020 року                  |                                                                                                |
| 10.0.19042.746 </br>                                    | KB4598242                                               | Бета-канал, канал попереднього перегляду випуску та публічний випуск: </br> 12 січня 2021 року                  |                                                                                                |

### Канал розробника
16 грудня 2019 року Microsoft оголосила, що інсайдери Windows у Fast Ring отримуватимуть збірки безпосередньо з гілки "RS_PRERELEASE", які не відповідають певному випуску Windows 10. Першої збірки, випущеної за новою стратегією, збірки 19536, було доступно інсайдерам того ж дня. 
13 травня 2020 року Microsoft оголосила, що збірки з гілки "MN_RELEASE" будуть доступні інсайдерам Windows у Fast Ring протягом короткого періоду часу. 
Починаючи з 15 червня 2020 року, Microsoft представила модель "каналів" у своїй програмі Windows Insider, змінивши модель "кільця".  Отже, усі майбутні збірки (починаючи з збірки 10.0.20150) будуть випущені для Інсайдерів Windows на каналі розробника.  Через два дні, 17 червня, Microsoft оголосила, що Інсайдери Windows у каналі розробників знову отримуватимуть збірки з гілки "RS_PRERELEASE". 
29 жовтня 2020 року Microsoft оголосила, що збірки з гілки "FE_RELEASE" будуть доступні інсайдерам Windows на каналі розробника.  Кілька місяців потому, 10 грудня, Microsoft оголосила, що збірки з гілки "RS_PRERELEASE" будуть доступні поряд з гілкою "FE_RELEASE", при цьому інсайдери матимуть можливість перейти до гілки "RS_PRERELEASE". 
| Preview builds of Windows 10 in the Dev Channel | Preview builds of Windows 10 in the Dev Channel | Preview builds of Windows 10 in the Dev Channel |
| Version                                         | Release date(s)                                 | Highlights |
| ----------------------------------------------- | ----------------------------------------------- | --- |
| 10.0.19536.1000                                 | Fast ring: December 16, 2019                    | - Added optional drivers support in Windows Update - Re-introduced new Korean IME - New family group setup |
| 10.0.19541.1000                                 | Fast ring: January 8, 2020                      | - New location in-use icon in notification area - Added ability to view computer architecture in Details tab in Task Manager |
| 10.0.19546.1000                                 | Fast ring: January 16, 2020                     | |
| 10.0.19551.1005                                 | Fast ring: January 23, 2020                     | |
| 10.0.19555.1001                                 | Fast ring: January 30, 2020                     | - Improvements to Windows Subsystem for Linux |
| 10.0.19559.1000                                 | Fast ring: February 5, 2020                     | |
| 10.0.19564.1000                                 | Fast ring: February 12, 2020                    | - Updated graphics settings page in Settings app |
| 10.0.19564.1005                                 | Fast ring: February 12, 2020                    | |
| 10.0.19569.1000                                 | Fast ring: February 20, 2020                    | |
| 10.0.19577.1000                                 | Fast ring: March 5, 2020                        | - New policy for diagnostic data in Settings app - Redesigned icon for Windows Security - Improvements to Cortana, advanced startup in Settings app and Start |
| 10.0.19582.1000                                 | Fast ring: March 12, 2020                       | - Updated Eye Control settings in Settings app |
| 10.0.19587.1000                                 | Fast ring: March 18, 2020                       | - Improvements to Narrator |
| 10.0.19592.1000                                 | Fast ring: March 25, 2020                       | - Re-introduced new tablet experience for 2-in-1 convertible PCs |
| 10.0.19603.1000                                 | Fast ring: April 8, 2020                        | - Integrated File Explorer in Windows Subsystem for Linux - New cleanup recommendations feature in Storage Settings |
| 10.0.19608.1000                                 | Fast ring: April 15, 2020                       | - New default apps experience in Settings app |
| 10.0.19608.1006                                 | Fast ring: April 17, 2020                       | |
| 10.0.19613.1000                                 | Fast ring: April 22, 2020                       | |
| 10.0.19613.1005                                 | Fast ring: April 27, 2020                       | |
| 10.0.19619.1000                                 | Fast ring: April 29, 2020                       | |
| 10.0.19624.1000                                 | Fast ring: May 6, 2020                          | - Disabled new default apps search box in Settings app for maintenance - Updated VPN connection and Optional Updates experiences |
| 10.0.19628.1                                    | Fast ring: May 13, 2020                         | - Added initial support for DNS over HTTPS - Reverted new Korean IME for maintenance |
| 10.0.19631.1                                    | Fast ring: May 21, 2020                         | |
| 10.0.19635.1                                    | Fast ring: May 28, 2020                         | |
| 10.0.19640.1                                    | Fast ring: June 3, 2020                         | - Improvements to Windows Subsystem for Linux |
| 10.0.19645.1                                    | Fast ring: June 10, 2020                        | |
| 10.0.20150.1000                                 | Dev Channel: June 17, 2020                      | - Improvements to Windows Subsystem for Linux - Added GPU compute support - New wsl –install and wsl –update commands - Re-introduced new Korean IME |
| 10.0.20152.1000                                 | Dev Channel: June 24, 2020                      | |
| 10.0.20161.1000                                 | Dev Channel: July 1, 2020                       | - New theme-aware tiles in Start Menu - Improvements to Microsoft Edge (Switch between multiple tabs and Windows apps by pressing Alt+Tab ↹) - New personalized and out-of-box experience for taskbar - Improvements to notification experience as well as tablet experience for 2-in-1 devices - Migrated information in Control Panel's System page into the Settings About page in Settings app |
| 10.0.20170.1000                                 | Dev Channel: July 15, 2020                      | - Updates to the Setting app - Updated sound settings - New Settings app icon - New experimental implementation of TLS 1.3 (enabled by default) |
| 10.0.20175.1000                                 | Dev Channel: July 22, 2020                      | - Improvements to Microsoft Edge (Quick access to active tabs for pinned sites in the taskbar) - New Reset-AppxPackage command in PowerShell - New Eye Contact feature for Surface Pro X - Improvements to Windows Subsystem for Linux |
| 10.0.20180.1000                                 | Dev Channel: July 29, 2020                      | |
| 10.0.20185.1000                                 | Dev Channel: August 5, 2020                     | - Updates to the Settings app - DNS settings is now a top-level option - New encrypted DNS configuration settings - New ADMX-based policies for MDM |
| 10.0.20190.1000                                 | Dev Channel: August 12, 2020                    | - New post-update experience - Updates to Graphics Settings in the Settings app - Improvements to Japanese IME (Switch between Hiragana and Katakana by using Ctrl+⇪ Caps Lock and Alt+⇪ Caps Lock respectively) - Improvements to Windows Subsystem for Linux |
| 10.0.20197.1000                                 | Dev Channel: August 21, 2020                    | - New Disk Management page in the Settings app - Removal of new post-update experience for maintenance |
| 10.0.20201.1000                                 | Dev Channel: August 26, 2020                    | |
| 10.0.20206.1000                                 | Dev Channel: September 2, 2020                  | - Improvements to emoji panel - Revamped UI with acrylic element - New inline emoji search box - Added support for animated GIF - Integrated clipboard history into input experiences - New Windows voice typing feature (Improved version of dictation in WSR) - Redesigned touch keyboard - Added cursor movement support via gestures on the touch keyboard                                     |
| 10.0.20211.1000                                 | Dev Channel: September 10, 2020                 | - Added search box to the Default Apps pages in Settings app - Improvements to Windows Subsystem for Linux - New wsl --mount command for accessing Linux file systems mounted from physical or virtual disks in WSL 2 |
| 10.0.20211.1005                                 | Dev Channel: September 11, 2020                 | The rollout of this build has been pulled due to issues related to the installing process. |
| 10.0.20215.1000                                 | Dev Channel: September 16, 2020                 | - Introduced dark theme for Windows 10 search experience on the taskbar |
| 10.0.20221.1000                                 | Dev Channel: September 23, 2020                 | - New Meet Now feature in Skype |
| 10.0.20226.1000                                 | Dev Channel: September 30, 2020                 | - New storage health monitoring feature - Improvements to Windows Subsystem for Linux |
| 10.0.20231.1000                                 | Dev Channel: October 7, 2020                    | - New "Customize your device" page in Windows OOBE setup - Added ability to modify file associations on a per-user or per-device basis for enterprise users |
| 10.0.20231.1005                                 | Dev Channel: October 13, 2020                   | |
| 10.0.20236.1000                                 | Dev Channel: October 14, 2020                   | - New refresh rate setting in the Settings app |
| 10.0.20236.1005                                 | Dev Channel: October 16, 2020                   | |
| 10.0.20241.1000                                 | Dev Channel: October 21, 2020                   | - New theme-aware splash screens for UWP apps - Improvements to Optimize Drives page in the Settings app |
| 10.0.20241.1005                                 | Dev Channel: October 23, 2020                   | |
| 10.0.20246.1                                    | Dev Channel: October 29, 2020                   | - Removal of updated emoji picker, redesigned touch keyboard, voice typing, theme-aware splash screens, and other features for maintenance |
| 10.0.20251.1                                    | Dev Channel: November 4, 2020                   | |
| 10.0.20257.1                                    | Dev Channel: November 11, 2020                  | |
| 10.0.20262.1                                    | Dev Channel: November 18, 2020                  | |
| 10.0.20262.1010                                 | Dev Channel: November 20, 2020                  | |
| 10.0.20270.1                                    | Dev Channel: December 3, 2020                   | |
| 10.0.20277.1                                    | Dev Channel: December 10, 2020                  | |
| 10.0.21277.1000                                 | Dev Channel: December 10, 2020                  | - Re-introduced updated emoji picker, redesigned touch keyboard, voice typing, theme-aware splash screens, and other features - New x64 emulation for Windows 10 on ARM - Added support for Emoji 12.1 and 13.0 |
| 10.0.20279.1                                    | Dev Channel: December 14, 2020                  | |
| 10.0.21286.1000                                 | Dev Channel: January 6, 2021                    | - New "News and Interests" feature on the taskbar - New "Manage Storage Spaces" setting in the Settings app - New DiskUsage command-line tool - Improvements to Windows Subsystem for Linux - Improvements to experience when transitioning between timezones |
| Version                                         | Release date(s)                                 | Highlights |

## Дивитися також
- Історія версій Windows Server 2016
- Історія версій Windows Server 2019
- Історія версій Windows 10 Mobile